# يان جيلفيلان
يان جيلفيلان (بالإنجليزية: Ian Gilfillan)‏ هو فلاح وسياسي أسترالي، ولد في 7 يونيو 1932. حزبياً، نشط في الديمقراطيون الأستراليون. وقد انتخب عضو مجلس جنوب أستراليا التشريعي وقد انضم خلال فترته النيابية  (11 أكتوبر 1997 – 17 مارس 2006)  للكتلة البرلمانية الديمقراطيون الأستراليون وانتخب عضو مجلس جنوب أستراليا التشريعي وقد انضم خلال فترته النيابية  (6 نوفمبر 1982 – 18 نوفمبر 1993)  للكتلة البرلمانية الديمقراطيون الأستراليون.